# Vatché Ier d'Ibérie
Vatché Ier d’Ibérie (en géorgien : ვაჩე I) est un roi d'Ibérie de la dynastie arsacide ayant régné de 216 à 234. Tandis qu'il règne durant une période de grands changements dans la situation géopolitique régionale, rien n'est connu de son règne.

## Biographie
Vatché est le fils du roi Rev Ier le Juste et de son épouse, la princesse grecque Sephelia. Il est ainsi membre de la branche cadette des Arsacides qui dirige l'Ibérie depuis 189. Il n'existe que peu d'information sur la vie du roi Vatché, qui accède au trône en 213 d'après Marie-Félicité Brosset, ou 216 d'après Cyrille Toumanoff. Il est probable qu'il règne en tant que roi client de l'Empire romain, mais on ne sait pas s'il participe à la guerre romaine contre les Parthes en 216-217.
C'est sous son règne, en 226, que le roi persan Ardachir Ier se fait couronner comme souverain de l'Empire sassanide, entamant une nouvelle histoire de la confrontation perso-romaine qui met l'Ibérie en plein milieu des confrontations entre les deux empires.
Vatché Ier meurt après un règne de 18 ans, en 231 ou 234. Il laisse son trône à son fils Bakour Ier.